# 天体演化学

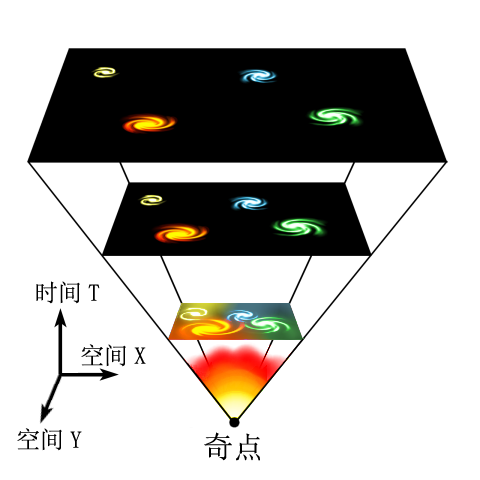
物理学家之间有广袤的共识，认为我们的宇宙从引力奇点状态大爆炸开始.

天体演化学（cosmogony，又译为宇宙进化论）是指各种关于天体及宇宙起源与演化的学说、理论或宗教教义等。该词来自希腊语的 （或），由（意为宇宙、世界）与（或，意为发生、起源）所组成。
自古代起人们就提出过许多天体演化的理论。古希腊的一些哲学家认为无秩序的浑沌（chaos）创生出了有秩序（cosmos）的宇宙。中国古代道家典籍《淮南子·天文训》中则有“气有涯垠，清阳者薄靡而为天，重浊者凝滞而为地。……积阴之寒气久者为水，水气之精者为月；日月之淫气精者为星辰”的说法。而基督教经典《旧约圣经》的《创世纪》中也提出了作为宗教教义的宇宙起源学说。
而目前被人们广泛接受的天体演化学说则是来源于近现代的天文学发展。1644年与1745年笛卡尔和布丰曾分别提出过太阳系起源的“涡流说”与“灾变说”，此后康德与拉普拉斯又分别于1755年和1796年提出了“星云说”。而今日为科学家普遍采信的太阳系起源学说——星云假说即来源于此。
在宇宙起源方面，1960年代宇宙微波背景辐射被发现后，大爆炸理论成为了目前普遍被接受的宇宙起源学说。